# テルアビブ証券取引所
座標: 北緯32度3分52.38秒 東経34度46分13.11秒 / 北緯32.0645500度 東経34.7703083度
テルアビブ証券取引所（テルアビブしょうけんとりひきじょ、ヘブライ語: הבורסה לניירות ערך בתל אביב、英語: Tel Aviv Stock Exchange、略:TASE、口語の別名:Boursa）は、テルアビブにあるイスラエル唯一の証券取引所である。
TASEは証券取引のためのイスラエルで唯一の公共市場である。それはイスラエルの経済で主要な役割を担う。
TASEは622社が上場し、その内およそ60社は外国の証券取引所にも上場している。TASEはまた180の上場投資信託（ETF）、60の国債、500の社債、1,000を超えるミューチュアル・ファンドを扱う。
29のメンバーがTASEを構成する。メンバーのリスト は、メンバーの内の1社が候補であることを示している。

## 歴史
TASEの前身である証券取引局（ヘブライ語: לשכת החליפין לניירות ערך Exchange Bureau for Securities）は1935年にアングロ＝パレスチナ銀行（後のレウミ銀行）によって設立された。国家樹立後のイスラエル経済の成長とともに、正式な証券取引所が組織化されテルアビブにて1953年に操業を開始した。1983年に取引所は移動しテルアビブの現在の場所にある。
1993年にTASEはIPOの取扱い数が全世界の証券取引所で3番目であった。
1999年にその取引所は完全なコンピュータ取引への変更を完了し、変更の統括者エステル・レバノンは、1986年1月に取引所へやって来て12年後にイスラエル総保安庁とともにセットアップしてイスラエル工科大学での教授職の後にその証券機関のコンピュータ部門を担当した。彼女は後にその取引所のCEOになった
2005年、TASEでイスラエル人以外の投資額が常時20億NISに達した。1日の平均株式取引額は過去最高の10億NISに達し、それは2000年の2倍であり2004年を50%超上回る額であった。債券市場は1日平均出来高が過去最高の13億NISを記録し、2004年を40%超上回った。非政府債券は1日平均2億2000万NISに達した。株式発行高は122億NISに達し、おおよそ2000年と同水準で2004年の水準の70%上にあった。テルアビブ25種は34%増加した。年末までに外国の投資銀行UBS、ドイツ銀行、HSBCがTASEのメンバーになった。
2006年9月に、TASEはTASEメンバーからTASEクリアリングハウスの株式を買い占め、それを全株式保有の子会社にした。TASEクリアリングハウスは6億2000万NISのリスクファンドを潜在リスクからの保護の主なクッションとして同時に保有し、加えて株主資本の3000万NISを保有した。
2007年2月にTASEとロンドン証券取引所は、2つの組織間にある既存の連携を正式にする了解覚書にサインし、上級管理職間の定期的会合を設定、また双方の市場で承認された企業の株式の秩序ある取引を促進するよう情報を設定した。その時に、50社のイスラエル企業がロンドン証券取引所のメイン・マーケットとオルタナティブ・インベストメント・マーケット（AIM）に上場した。うち36社が前の2年間で参加していた。
2007年11月にTASEとNASDAQ証券取引所が2つの市場間の関係を正式にする了解覚書にサインし、2市場間のコミュニケーション手段を発展させ、双方の市場で承認された企業の株式のより強固な取引を促進するよう取り掛かった。NASDAQはその時70社のイスラエル企業が600億米ドル以上の世界的時価総額とともに取引所に上場した。
2007年に、新たな56社がその取引所の株式公開で25億ドル以上調達し、うち20社はハイテク企業であった。1日の平均株式取引高は新記録を作り、1日平均で5億ドル、2006年から55%跳ね上がった。債券取引高は2006年の水準から100%以上増加し、8億ドルに達した。2007年を通して、上場投資信託（ETF）市場は150の追加参入があり、ETF上場数の合計は240になり、株式取引高の18%、非政府債券取引高の10%に相当する。その公共の保有資産はETFで60億ドル以上に達した。またTel Bond-20の指数が設立され、その指数商品の評価額は合計9億ドルであった。 2004年から2007年の4年間に、テルアビブ25種は175%上昇し、それは同時期のニューヨーク市場の4倍以上の数値である。
2008年5月にノーザン・トラスト・コーポレーションは、TASEのベンチマーク、テルアビブ25種指数に基づく最初の米国NYSEの上場投資信託を開始した
2008年7月にTASEとNYSEユーロネクストはアメリカ合衆国とイスラエル双方に上場する企業数を増加するため、また取引活性化のために了解覚書を締結した。その時7社のイスラエル企業がNYSEで取引をした。イスラエル企業の二重上場のNYSEでの取引高は2001年以来年間31%増加した。
2008年11月にTASEと上海証券取引所は了解覚書にサインし、それにより代表団の交換に同意し、中国市場と上海証券取引所についてのイスラエルビジネスマンの知識を深めることを目的とし、また中国ビジネスマンの知識を深めることを目的とした。

## 上場
取引所は4つのプログラムを提供し、そのプログラムにより企業は取引所に上場できる。通常に操業する企業のための3つのプログラムと、開発中のテクノロジー企業のための追加的な1つのベンチャープログラムである。加えて、TASEは有限責任パートナーシップ集団の上場のためのプログラムを持っている。
2000年10月に施行された二重上場法はアメリカ合衆国またはロンドンに上場する企業がTASEでの二重上場に追加的な規制条件を全く不要とすることを可能にした。2006年12月31日の時点で、この枠組みを承諾して39社のイスラエル企業がTASEでの二重上場をした。
2007年時点で、全上場証券の市場総額は2027億ドルであり、比較すると2006年が1614億ドル、2005年が1226億ドル、2004年が921億ドルである。

## トレーディング
TASEはコンピュータ化したリアルタイム情報のトレーディングシステムがある。全株式、転換証券、短期国債、国債、デリバティブはTASEの完全自動化トレーディングシステムTACTを通して取引される。
株式は日曜日から木曜日までの現地時間（GMT+2）午前8:30から午後4:30の間に取引が行われ、アメリカ市場と丸1時間（EST午前9:30から午前10:30）重なる。債券と短期国債は午前9:30から午後4:30の間に取引される。デリバティブ取引は午前9:30から午後4:30に行われる。 二重上場が許可され、多くのイスラエルの大企業がTASEと1市場またはそれ以上の外国市場に二重上場し、それは大抵ニューヨーク証券取引所またはNASDAQ、加えてアメリカン証券取引所とロンドン証券取引所である。
2003年から2006年にかけて、TASEの株価は急上昇した。株価と転換証券の総合指数（TASEで取引可能な全ての株式と転換証券で構成する）は、USD条件で2006年に15.3%増加し、比較すると2005年で24.3%増、2004年の総合指数で19.5%増である。
2006年の間、テルアビブ100種指数とテルアビブ25種指数はUSD条件でそれぞれ22.0%と22.6%増加し、比較すると2005年でそれぞれ21.1%増と24.7%増である。1日平均の証券取引は2006年の間に3億2600万ドル増加し、比較すると2005年で2億2300万ドル、2004年で1億4700万ドルである。
2010年5月25日の時点で、TASE上場企業で時価総額の大きな企業は、テバファーマスーティカル・インダストリーズ（515億ドル）、イスラエル・ケミカルズ（143億ドル）、レウミ銀行（61億ドル）、ベゼック（60億ドル）である。2009年の株式と転換証券の1日の出来高は4億3200万USD、債券とETNが10億3500万ドル、短期国債が1億6300万ドル、オプションと先物の契約が252,000枚である。2009年末の全時価総額は、1890億ドルの株式と転換証券、1740億ドルの国債と社債、230億ドルの短期国債、合計で3860億ドルである。2010年4月25日に、TASEのベンチマークであるテルアビブ25種指数は過去最高の1,239ポイントに達した。
TASEはDTCへの直接のつながりで米国市場と結びついている。DTCはデポジトリ・トラスト・アンド・クリアリング・コーポレーションの子会社で、二重上場証券の取引を促進する会社である。
TASEの外国人投資家による活発な参加は1994年に開始した。2006年に、国際的な保有分はTASEで取引可能な株式と転換証券の全時価総額で11.6%に増加し、比較すると2005年が11.4%、2004年が10.0%である。

## 指数
TASEの主要株価指数:
- テルアビブ25種指数  – TASE主力の指数、TASEで時価総額が最高額の株式25種が上場。Ma'of の呼び名もある。
- テルアビブ100種指数 – TASE最高額の株式100種
- テルアビブ75種 – テルアビブ25種を含まないテルアビブ100種の株式
- Mid-Cap 50 – テルアビブ100種指数に含まれない最高額の株式50種（Yeter-30からの変更）
- Yeter – テルアビブ100種指数に含まれない他の全てのTASEの株式
- Tel-Tech 15 – TASE最高額のハイテク株式15種
- TA Real-Estate 15 – TASE最高額の不動産部門の株式15種
- TA Finance 15 – TASE最高額の金融部門の株式15種
- Tel-Div 20 – テルアビブ100種指数に上場の年間配当利回りが最も高い発行株式20種の指数。
- Maala – 社会的責任投資指数
- Tel-Bond 20 – 20種の社債で構成、固定金利でCPIリンク債、TASEで取引される全債券の中で時価総額が最高額。

これらと他の指標の説明: TASE website indices section

## 規制と管理
TASEは内部的外部的に高度に規制されている。その取引所は証券取引法（1968年）により規制され、イスラエル証券庁の直接の監督下にある。内部規制は、証券の最終取引から35%以上離れた価格で取引の自動的な不成立、サーキットブレーカー制度、ある企業が価格の変動しやすい情報を公表する日のその企業の証券に対し情報が広く知れ渡るように45分の取引停止、これらが含まれる。TASEの規定では、メンバーシップ、証券登録、取引停止条件、上場企業の責任、これらを管理する。

## クリアリングハウス
2つの{クリアリングハウスがTASEで子会社として操業している。
- TASEクリアリングハウスは1966年に設立された。その証券取引所内外で実行された全ての有価証券取引の負債を整理し、企業に代わって所得の弁済を行う。TASEクリアリングハウスはまたシティグループと共同で世界規模の整理、清算、資産管理サービス機関を操業している。

- デリバティブ・クリアリングハウスはTASEデリバティブ市場（英語版）の開設に伴い1993年に設立された。TASEで取引されるオプションと先物の負債を整理する責務を果たしている。